# Iabălceni, Kărdjali
Iabălceni (în bulgară Ябълчени) este un sat în comuna Cernoocene, regiunea Kărdjali,  Bulgaria. 

## Demografie
Componența etnică a satului Iabălceni
     Turci (99,36%)
     Nicio identificare (0,63%)
     Altele (0%)
La recensământul din 2011, populația satului Iabălceni era de 157 locuitori. Din punct de vedere etnic, majoritatea locuitorilor (99,36%) erau turci. Pentru 0,63% din locuitori nu este cunoscută apartenența etnică.